# Matila Ghyka
Il principe Matila Costiescu Ghyka (Iași, 13 settembre 1881 – Londra, 14 luglio 1965) è stato un diplomatico, scrittore e matematico rumeno.

## Biografia
Era il figlio di Matila Costiescu, e di sua moglie, Maria Ghyka. Da parte di madre era il pronipote di Grigore Alexandru Ghica, principe di Moldavia, prima dell'unione dei principati danubiani.
Da ragazzo visse in Francia, studiando prima a Parigi, presso una scuola salesiana, poi presso un collegio gesuita di Jersey, dove si interessò alla matematica. Nei suoi primi anni dell'adolescenza era un cadetto dell'Accademia Navale francese a Brest. Divenne un guardiamarina della marina francese e fece una crociera in una fregata nei Caraibi. Negli anni successivi frequentò la Scuola Superiore di elettricità a Parigi, e, infine, la Facoltà di Giurisprudenza dell'Università di Bruxelles.
L'unica monografia sulla sua vita e opera è apparsa in rumeno nel 2020.

## Carriera
Ghyka entrò come giovane ufficiale nella Marina militare rumena, che servì principalmente sul Danubio. Durante la prima guerra mondiale era un ufficiale di collegamento sull'incrociatore russo Rostislav, lungo la costa del Mar Nero. Nel 1909 intraprese la carriera diplomatica, essendo di stanza presso le legazioni rumene a Roma, Berlino, Londra, Madrid, Parigi, Vienna, Stoccolma (come ministro plenipotenziario) e due volte a Londra (1936-1938, 1939 e 1940).
Durante i suoi primi incarichi diplomatici a Londra e Parigi, Ghyka fu introdotto da Paul Morand e dal principe Antoine Bibesco nei circoli letterali inglesi e francesi. Divenne amico di Marcel Proust e del poeta Léon-Paul Fargue.
Nel 1940 si stabilì in Inghilterra e poi divenne professore di estetica negli Stati Uniti presso la University of Southern California e presso il Mary Washington College. 

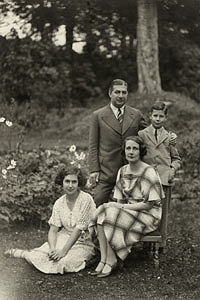
Matila Costiescu Ghyka con la sua famiglia nel 1935.

## Matrimonio
Nel 1918 sposò Eileen O'Conor, figlia di Sir Nicholas Roderick O'Connor, ex ambasciatore britannico a Istanbul e San Pietroburgo, e di Minna Margaret Hope-Scott. Ebbero due figli:
- Maureen Ghyka (1920-1979)
- Roderick Ghyka (1923-1978)

## Morte
Sua moglie morì il 10 febbraio 1963, e due anni più tardi, il 14 luglio 1965, a Londra, morì anche Matila Ghyka. I coniugi Ghyka sono sepolti nel cimitero Gunnersbury di Londra. La loro tomba è stata restaurata nel 2010 grazie alle cure dello storico d'arte Dr. Radu Varia.

## Opere
- Esthétique des proportions dans la nature et dans les arts (1927)
- Le nombre d'or. Rites et rythmes pythagoriciens dans le development de la civilisation occidentale (1931) (Il numero d'oro: riti e ritmi pitagorici nell'evoluzione della civiltà occidentale, traduzione e cura di Sebastiano Fusco, Roma, Arkeios, 2009)
- Pluie d'etoiles (1933); tr. en. Again One Day (1936); tr. it. Pioggia di Stelle (Atlantide 2020)
- Essai sur le rythme (1938)
- Sortileges du verbe (1949)
- A Documented Chronology of Roumanian History from Pre-historic Times to the Present Day (1941)
- The Geometry of Art and Life (1946), traduzione in chinese - 2014 e japonese - 2021.
- Tour d'horizon philosophique (1946)
- A Practical Handbook of Geometry and Design (1952)
- Philosophie et Mystique du nombre (1952)
- Couleur du monde (1: Escales de ma jeunesse, 1955, 2: Heureux qui comme Ulysse, 1956)
- The World Mine Oyster, London, Heinemann, 1961 (English version of Couleur du monde)